# Bastak
Bastak (perski: بستك) – miasto w Iranie, w ostanie Hormozgan. W 2011 roku miasto liczyło 9225 mieszkańców.